# Dysmachus harpagonis
Dysmachus harpagonis là một loài ruồi trong họ Asilidae. Dysmachus harpagonis được Séguy miêu tả năm 1929. Loài này phân bố ở vùng Cổ Bắc giới.